# Pierre Cléreau
Pierre Cléreau [Clereau, Cler’eau], né dans le premier tiers du XVIe siècle et mort avant le 11 janvier 1570, est un compositeur, maître de chapelle, et peut-être organiste français de la Renaissance, actif en Lorraine ducale.

## Biographie
En 1554, il était maître des enfants à la cathédrale Saint-Étienne de Toul, comme l’indiquent les titres de ses livres de messe publiés cette année-là. En fait, il composa beaucoup plus tôt puisque certaines de ses chansons avaient déjà été publiées à Lyon en 1539. Son emploi à Toul a cessé avant 1557 et il y fut peut-être remplacé par Fabrice Marin Caietain. Il obtint et garda jusqu’à sa mort une charge canoniale à la collégiale Saint-Georges de Nancy.
Pierre Cléreau est également mentionné comme organiste à Toul en 1558. Il est possible que le paiement d’une année de gages fait par le chapitre cathédral de Toul à un certain « Pierre Florentin » se réfère en fait à lui.
Cléreau a longtemps joui du mécenat des Guise, et en particulier de celui de René II de Lorraine-Guise, baron puis marquis d’Elbeuf, frère cadet de François de Guise. Il semble avoir fait son fruit du milieu poétique que celui-ci avait suscité autour de lui, avec notamment la figure du poète Rémy Belleau.
Malgré la publication en 1567 d’un recueil de cantiques d’influence protestante, il ne semble pas que Cléreau ait pris le parti de la Réforme protestante. Il est mort avant 1570.

## Œuvres sacrées
- Missae quatuor, cum quatuor vocibus, authore D. Petro Cler’eau, pueris symphoniacis ecclesiae Tullensis praefecto… Ad illustrissimum Ameliae ducem. Paris : Nicolas Du Chemin, 1554. 2°, [36] f. RISM C 3185, Lesure-Thibault 1953 n° 33.

Contient les messes Caecilia virgo, Cantantibus organis, In me transierunt, Dum deambularet.
- Missa pro mortuis. Cum duobus motetis. Authore D. Petro Cler’eau, pueris symphoniacis ecclesiae Tullensis praefecto. Paris : Nicolas Du Chemin, 1554. 2°, 12 f. RISM C 3186, Lesure-Thibault 1953 n° 34.

Outre la messe, contient les motets Libera me et Scio Domine. Les deux volumes sont dédiés à Claude II, duc d’Aumale. Il s’agit très probablement de la messe de requiem de Claude de Lorraine, premier duc de Guise mort en 1550. Sur l'œuvre et les circonstances, voir Damant 2007.
- Missa cum quatuor vocibus, ad imitationem Missae Virginis mariae, condita. Nunc primum in lucem edita. Authore D. Petro Cler’eau, quondam pueris symphoniacis ecclesiae Tulensis praefecto. Paris : Nicolas Du Chemin, 1557. 2°, 14 f. RISM C 3187, Lesure-Thibault 1953 n° 60. Numérisé sur Gallica.
- Une septième messe De beata Virgo est perdue.

## Œuvres spirituelles
- Cantiques spirituels mis en musique à quatre parties par M. Pierre Clereau. Paris : Adrian Le Roy et Robert Ballard, 1567. 4 vol. 8° obl. Lesure-Thibault 1955 n° 118. On n’en connaît que la partie de superius (Paris BNF (Mus.).

Ces cantiques sont composés en style homophonique ; il a été supposé qu’ils ont été rassemblés par Louis Des Masures, que Cléreau aurait pu rencontrer à Toul ou à Nancy lorsque ce dernier était secrétaire de Charles III de Lorraine, avant sa conversion au protestantisme en 1561. L’influence huguenote est manifeste, puisque le cantique Dès ma jeunesse reprend la mélodie du psaume CXXIX du Psautier de Genève.

## Œuvres profanes

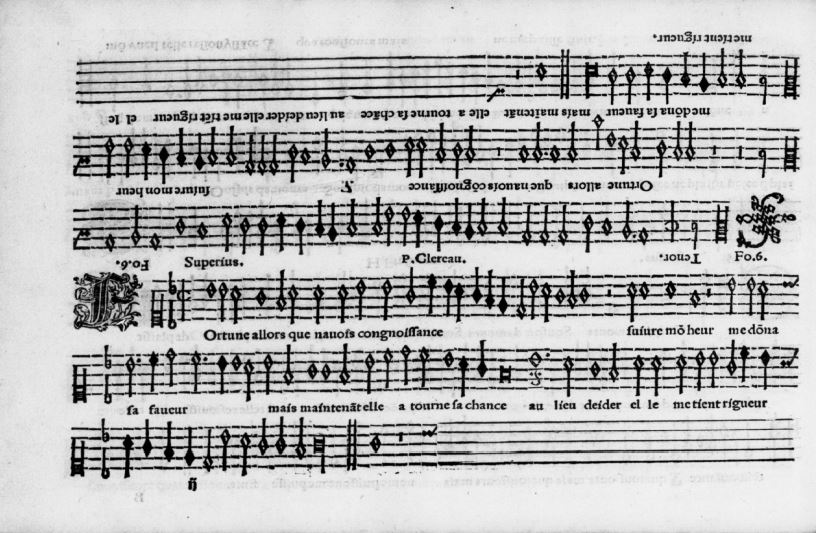
Fortune alors : une des premières chansons de Pierre Cléreau (Lyon : Jacques Moderne, 1539).

- Premier livre de chansons tant françoises qu’italiennes nouvellement composées à trois parties... imprimées en trois volumes. Paris : Adrian Le Roy et Robert Ballard, 1559. RISM C 3188, Lesure-Thibault 1955 n° 56.

Contient 23 chansons françaises et 5 italiennes. Recueil réimprimé à partir de 1566 sous un titre plus précis :
- Premier [- Second] livre d’odes de Ronsard mis en musique à troys parties. Paris : Adrian Le Roy et Robert Ballard, 1566. RISM C 3191 et 3192, Lesure-Thibault 1955 n° 116 et 117.

Ces deux livres ont été refondus en un seul en 1575 (RISM C 3193, Lesure-Thibault 1955 n° 185) après élimination des pièces italiennes. On en connaît encore une édition antérieure à 1612 (Guillo 2003 n° ND-24) et une autre en 1619 (RISM C 3194, Guillo 2003 n° 1619-C), la première en deux livres, la seconde en un seul. Publiés dans The Sixteenth-Century Chanson, vol. 7 (1988).
- Dixiesme livre de chansons tant françoises, qu’italiennes, nouvellement composées à quatre parties par M. Pierre Cler’eau, imprimées en quatre volumes. Paris : Adrian Le Roy et Robert Ballard, 1559. RISM C 3189, Lesure-Thibault 1955 n° 61.

Contient 16 chansons françaises et 4 italiennes. Ouvrage réédité en 1564 (RISM C 3190, Lesure-Thibault 1955 n° 89). Il en existe aussi des rééditions remaniées en 1570, 1575 et 1583. Publiées dans The Sixteenth-Century Chanson, vol. 7 (1988).
- De plus, quelques chansons éparses paraissent entre 1539 et 1570 (voir RISM 153920, 155712, 15709). Trois d’entre elles (extraites de 1539-20) sont publiées dans The Sixteenth-Century Chanson, vol. 26 (1993).

Toutes les œuvres profanes de Cléreau révèlent un goût poétique très sûr, et l’influence manifeste des poètes de la Pléiade, avec au premier chef Pierre de Ronsard. Les autres poètes qu’il met en musique sont Pontus de Tyard, Jean-Antoine de Baïf, Rémy Belleau, Louis Des Masures, Pietro Bembo, Luigi Tansillo et Ludovico Ariosto. Par leur style homophonique, certaines de ses chansons annoncent le style du vaudeville, où la voix supérieure est dominante, mais il emploie encore le style imitatif classique de la « chanson parisienne ». Il est le premier compositeur français à avoir composé des madrigaux.
Jehan Chardavoine a repris et adapté certaines de ses compositions, qu'il a publiées dans son Recueil des plus belles et excellentes chansons en forme de voix de ville (Paris : Claude Micard, 1575).

## Discographie
- Requiem pour Claude de Lorraine. Ensemble Entheos, dir. Benoît Damant. Le Parnasse Français, 2007, réf. CD005. Contient la messe des morts de Cléreau et des pièces pour orgue de Gabrieli.
- Extrait de la Missa pro mortuis, montage vidéo sur des œuvres du sculpteur lorrain Ligier Richier.
- Quelques chansons enregistrées par l'Ensemble Jacques Moderne ou l'Ensemble Clément Janequin (voir le détail dans le catalogue de la BNF).
- "Je ne veux plus que chanter de tristesse" ; un poème de Ronsard sur une musique de Pierre Cléreau, enregistrement par l'Ensemble Entheos.

## Partitions
- Cléreau, Pierre. Les odes de Pierre de Ronsard mis en musique à troys parties par Pierre Clereau (Paris, 1575) ; Dixiesme livre de chansons composé en musique à quatre parties par M. Pierre Clereau (Paris, 1564), ed. by Jane A. Bernstein. New York ; London : Garland Publishing, 1988 (collection The sixteenth-century chanson). 1 partition, XVII-164 p.